# Velimir Perasović

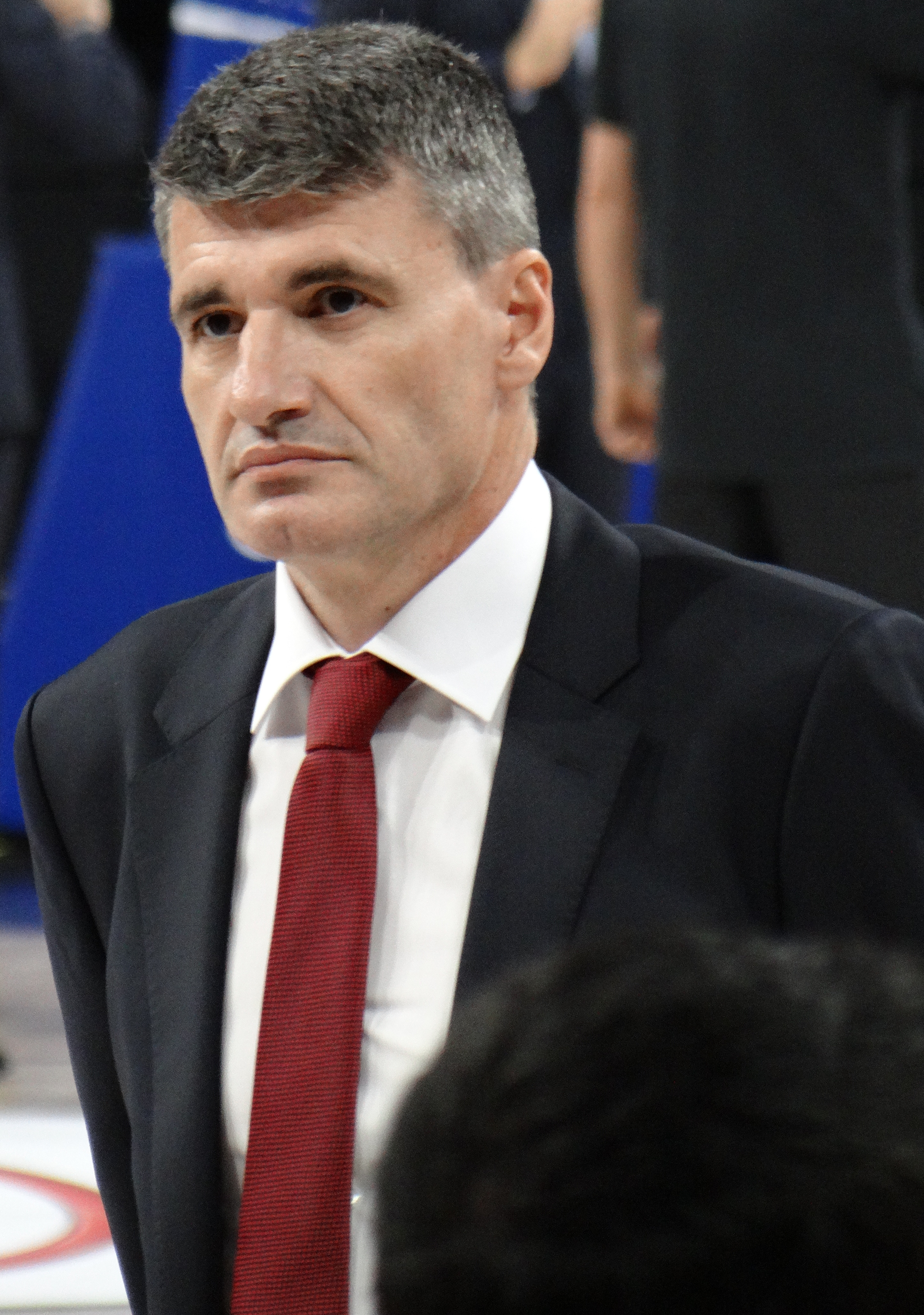

Velimir Perasović (Split, 9 de fevereiro de 1965) é um treinador profissional de basquetebol croata que atualmente é o treinador profissional do Anadolu Efes. Entre os anos 1985 e 2003 atuou como basquetebolista profissional tendo conquistado 3 títulos da Euroliga jogando pelo KK Split.